# リークテスト
リークテストは、真空装置のリーク（漏れ）を確認するためのテストである。真空で言うリーク（漏れ）とは真空チャンバーの微小な穴、シール不良などによる想定外の外部からの気体の流入を指し、チャンバー壁の放出ガスや真空フランジのシール、窓などの透過するガスについてはリークとは区別される。リークテストは微小な穴などの検知を行なうものであるため、圧力容器や溶接の漏れ探しでも同様の方法をとられることが多い。
リークは真空装置の種類によってもその許容値が異なるため、リークテストの方法もその許容値によって異なる。しかし近年ではその取り扱いとリーク検知の簡便さ、感度からヘリウムリーク法が使用されることが多い。

## リークテストの種類
| 方式名                     | 被試験物内部 | 被試験物外部   | 検知原理                                 | プローブまたは使用流体           | 検知可能範囲(Pa･m3/s) | 備考                                                   |
| -------------------------- | ------------ | -------------- | ---------------------------------------- | -------------------------------- | --------------------- | ------------------------------------------------------ |
| 真空放置法                 | 真空         | 大気圧         | 圧力上昇                                 | -                                | 10-6～10-8            | ビルドアップテストともいう                             |
| 加圧発泡法                 | 加圧         | 大気圧         | 気泡                                     | 加圧大気(石けん水)               | 10-2～10-3            | 石けん水を塗布する塗布剤商品もあり。                   |
| 水中発泡法                 | 加圧         | 大気圧         | 水槽中に発生する気泡                     | 加圧大気                         | 10-4～10-5            | 水槽に石けん水を使用すれば感度があがる。               |
| ハロゲンリークディテクタ法 | 加圧         | 大気圧         | ハロゲンガスの電離                       | ハロゲンガス(フレオンなど)       | 10-5～10-9            | 商品あり。スニファ法による。                           |
| ヘリウムリークテスト法     | 真空         | 大気圧又は加圧 | 質量分析によるヘリウム検知               | ヘリウム                         | 10-11～10-13          | 外覆法、吹きつけ法。                                   |
| 真空計法                   | 真空         | 大気圧         | 大気とプローブ水槽中に発生する気泡       | アルコール、ヘリウム、ブタンなど | 10-1～10-9            | 状況に応じてピラニ真空計、電離真空計。                 |
| 残留ガス分析法             | 真空         | 大気圧         | プローブ物質ピーク検出                   | アルコール、ヘリウム、ブタンなど | 10-10                 | 残留ガス分析計使用。                                   |
| イオンポンプ法             | 真空         | 大気圧         | イオンポンプの放電電流変化               | ヘリウム他                       | 10-3～10-9            | スパッタイオンポンプ利用。                             |
| ガイスラー管法             | 真空         | 大気圧         | 放電色の変化                             | ヘリウム、アルコール、他         | 10-2                  | 積分法で見ることもできる。有機物は青白、空気は赤紫色。 |
| カラーチェック             | 大気圧       | 大気圧         | 赤浸透液、白現像液の拭きつけ             | -                                | 10-5                  | 商品あり。孔のつまりに注意。                           |
| フロンポンピング法         | 大気圧       | 大気圧         | フロンFC78、液のFC43、液中での気化と発砲 | フロン液                         | 10-6                  | ポンピングおよび加熱装置要。                           |

## ヘリウムリークテスト
ヘリウムリークテストとは対象を真空排気しヘリウムのみを検知する真空装置であるヘリウムリークディテクタを使用したテスト方法である。ヘリウムリークディテクタとはヘリウムのみを検出できる分析管を備えた真空ポンプを含む真空装置である。
過去には真空ポンプを油回転ポンプを補助ポンプとした液体窒素によるコールドトラップを利用したポンプを使用することが多かったが、近年では運用コストがかかることや単体のコストが下がっていることからターボ分子ポンプを使用したヘリウムリークディテクタが主流となっている。

### ヘリウムリークテストの種類
- 真空吹き付け法
- 外覆法（フード法、エンベロープ法ともいう）
- スニファ法（吸い込み法）
- 内部加圧-外部真空法